# Maisoncelles-en-Brie
Maisoncelles-en-Brie (prononcé [mɛ.zɔ̃.ˈsɛ.l‿ɑ̃ ˈbʁi]) est une commune française située dans le département de Seine-et-Marne en région Île-de-France.

## Géographie

### Localisation
- 1Carte dynamique
- 2Carte Openstreetmap
- 3Carte topographique
- 4Carte avec les communes environnantes

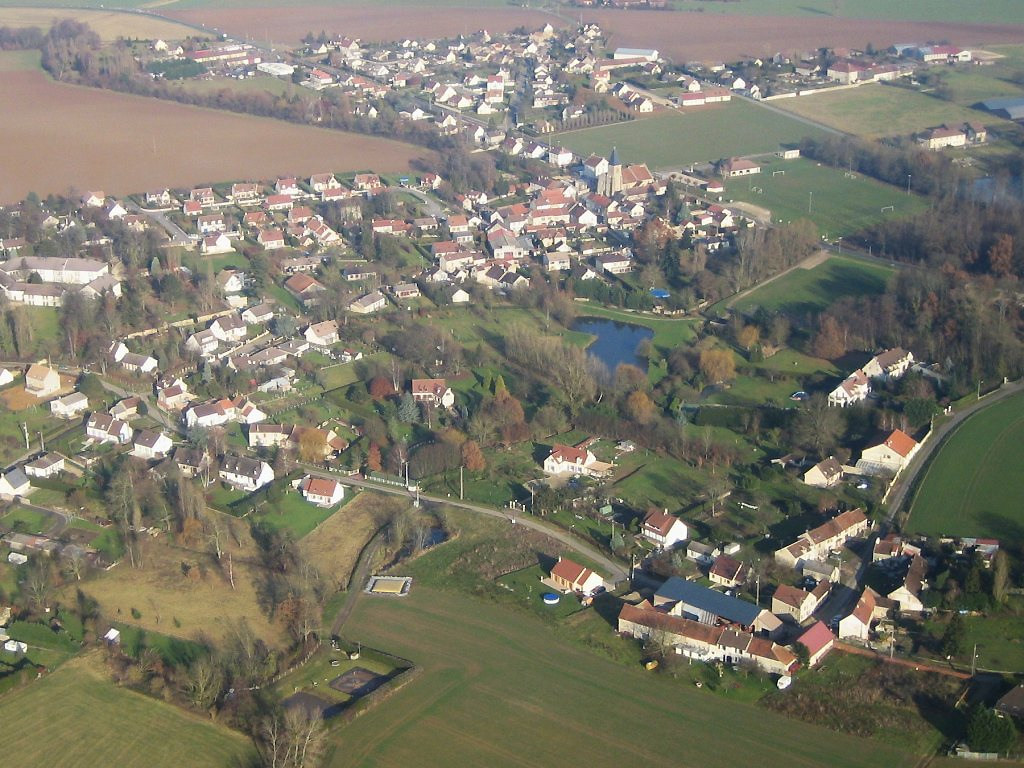
Vue aérienne de la commune en 2013.

Maisoncelles-en-Brie est un village périurbain situé sur le plateau agricole de la Brie jouxtant le bourg de Crécy-la-Chapelle, à environ 11 kilomètres au nord-ouest de Coulommiers, et 15 kilomètres au sud-est de Meaux.

### Communes limitrophes
| Sancy             |                      | La Haute-Maison |
| Crécy-la-Chapelle | Maisoncelles-en-Brie |                 |
| Guérard           | Pommeuse             | Giremoutiers    |

### Hydrographie

#### Réseau hydrographique

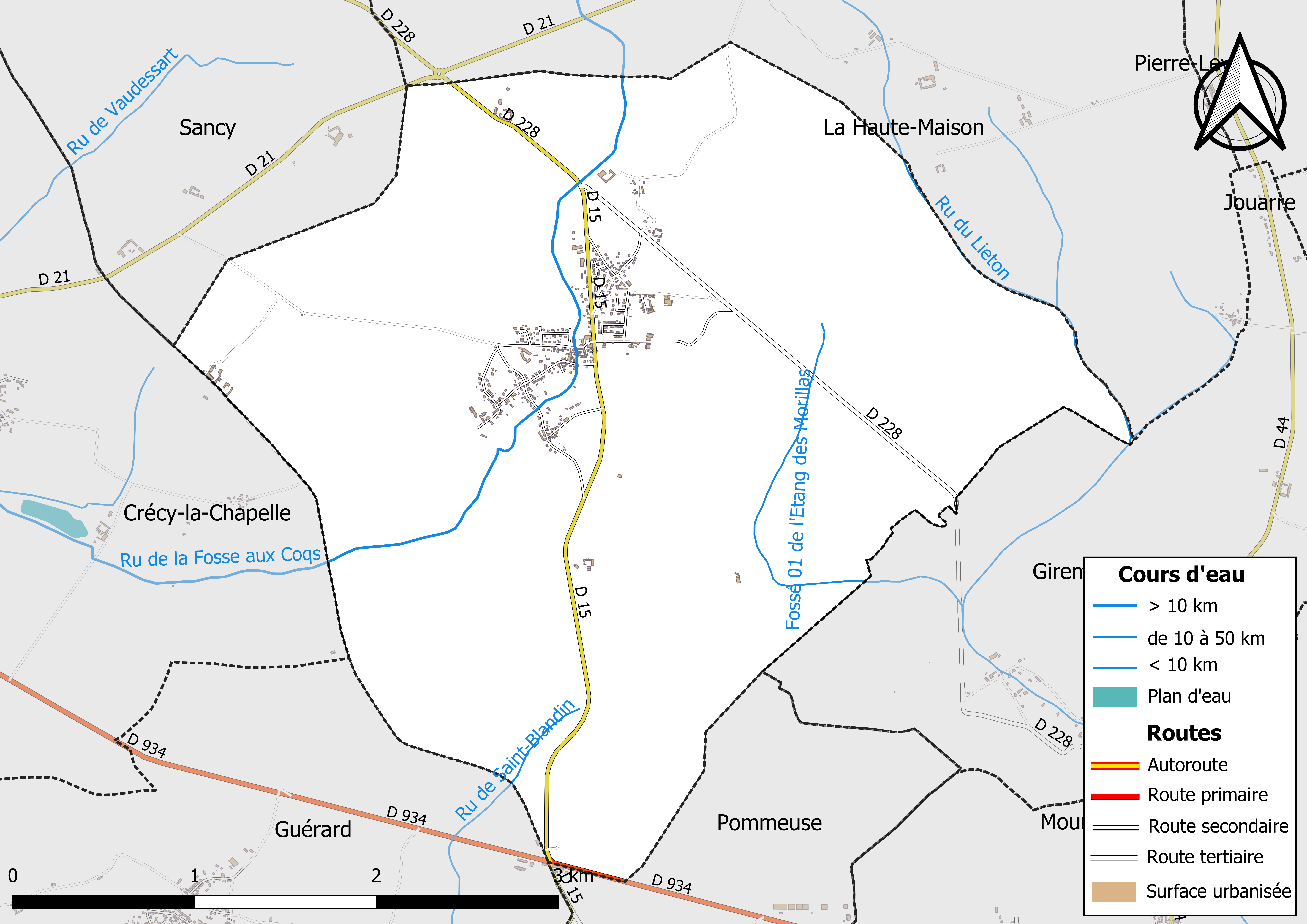
Carte des réseaux hydrographique et routier de Maisoncelles-en-Brie.

Le réseau hydrographique de la commune se compose de  quatre cours d'eau référencés :
- le ru de la Fosse aux Coqs, 9,59 km[1], et ;
- le ru de Saint-Blandin, 3,40 km[2], et ;
- le ru du Liéton, 9,20 km[3], affluents du  Grand Morin ;
  - le fossé 01 de l'Etang des Morillas, 2,70 km[4], affluent du ru du Liéton.

La longueur totale des cours d'eau sur la commune est de 8,06 km.
L'ensemble se rejette dans le Grand Morin, sous-affluent de la Seine par la Marne.

#### Gestion des cours d'eau
Afin d’atteindre le bon état des eaux imposé par la Directive-cadre sur l'eau du 23 octobre 2000, plusieurs outils de gestion intégrée s’articulent à différentes échelles : le SDAGE, à l’échelle du bassin hydrographique, et le SAGE, à l’échelle locale. Ce dernier fixe les objectifs généraux d’utilisation, de mise en valeur et de protection quantitative et qualitative des ressources en eau superficielle et souterraine. Le département de Seine-et-Marne est couvert par six SAGE, au sein du bassin Seine-Normandie.
La commune fait partie du SAGE « Petit et Grand Morin », approuvé le 21 octobre 2016. Le territoire de ce SAGE comprend les bassins du Petit Morin (630 km2) et du Grand Morin (1 185 km2). Le pilotage et l’animation du SAGE sont assurés par le syndicat mixte d'aménagement et de gestion des Eaux (SMAGE) des 2 Morin, qualifié de « structure porteuse ».

### Climat
Pour des articles plus généraux, voir Climat de l'Île-de-France et Climat de Seine-et-Marne.
En 2010, le climat de la commune est de type climat océanique dégradé des plaines du Centre et du Nord, selon une étude du CNRS s'appuyant sur une série de données couvrant la période 1971-2000. En 2020, Météo-France publie une typologie des climats de la France métropolitaine dans laquelle la commune est exposée à un climat océanique altéré et est dans la région climatique Nord-est du bassin Parisien, caractérisée par un ensoleillement médiocre, une pluviométrie moyenne régulièrement répartie au cours de l’année et un hiver froid (3 °C).
Pour la période 1971-2000, la température annuelle moyenne est de 10,7 °C, avec une amplitude thermique annuelle de 15,3 °C. Le cumul annuel moyen de précipitations est de 724 mm, avec 11,9 jours de précipitations en janvier et 8,2 jours en juillet. Pour la période 1991-2020, la température moyenne annuelle observée sur la station météorologique la plus proche, située sur la commune de Mouroux à 6 km à vol d'oiseau, est de 11,3 °C et le cumul annuel moyen de précipitations est de 721,3 mm,. Pour l'avenir, les paramètres climatiques de la commune estimés pour 2050 selon différents scénarios d'émission de gaz à effet de serre sont consultables sur un site dédié publié par Météo-France en novembre 2022.

### Milieux naturels et biodiversité
Aucun espace naturel présentant un intérêt patrimonial n'est recensé sur la commune dans l'inventaire national du patrimoine naturel,,.

## Urbanisme

### Typologie
Au 1er janvier 2024, Maisoncelles-en-Brie est catégorisée bourg rural, selon la nouvelle grille communale de densité à sept niveaux définie par l'Insee en 2022.
Elle est située hors unité urbaine. Par ailleurs la commune fait partie de l'aire d'attraction de Paris, dont elle est une commune de la couronne,. Cette aire regroupe 1 929 communes,.

### Occupation des sols
L'occupation des sols de la commune, telle qu'elle ressort de la base de données européenne d’occupation biophysique des sols Corine Land Cover (CLC), est marquée par l'importance des territoires agricoles (84 % en 2018), une proportion sensiblement équivalente à celle de 1990 (83,5 %). La répartition détaillée en 2018 est la suivante : 
terres arables (84% ), zones industrielles ou commerciales et réseaux de communication (6,3% ), forêts (5,4% ), zones urbanisées (4,3 %).
Parallèlement, L'Institut Paris Région, agence d'urbanisme de la région Île-de-France, a mis en place un inventaire numérique de l'occupation du sol de l'Île-de-France, dénommé le MOS (Mode d'occupation du sol), actualisé régulièrement depuis sa première édition en 1982. Réalisé à partir de photos aériennes, le Mos distingue les espaces naturels, agricoles et forestiers mais aussi les espaces urbains (habitat, infrastructures, équipements, activités économiques, etc.) selon une classification pouvant aller jusqu'à 81 postes, différente de celle de Corine Land Cover,,. L'Institut met également à disposition des outils permettant de visualiser par photo aérienne l'évolution de l'occupation des sols de la commune entre 1949 et 2018.

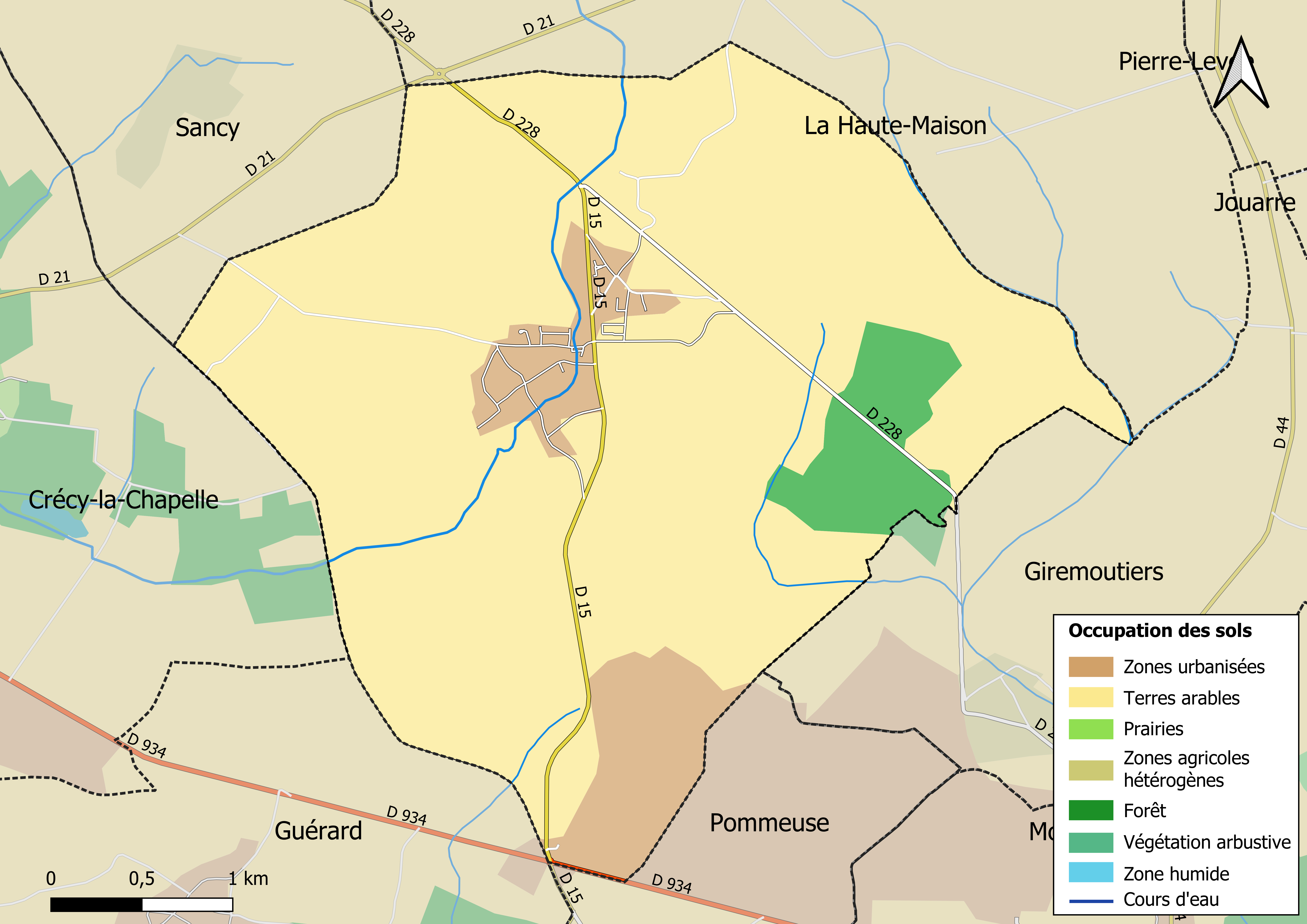
Carte des infrastructures et de l'occupation des sols en 2018 (CLC) de la commune.
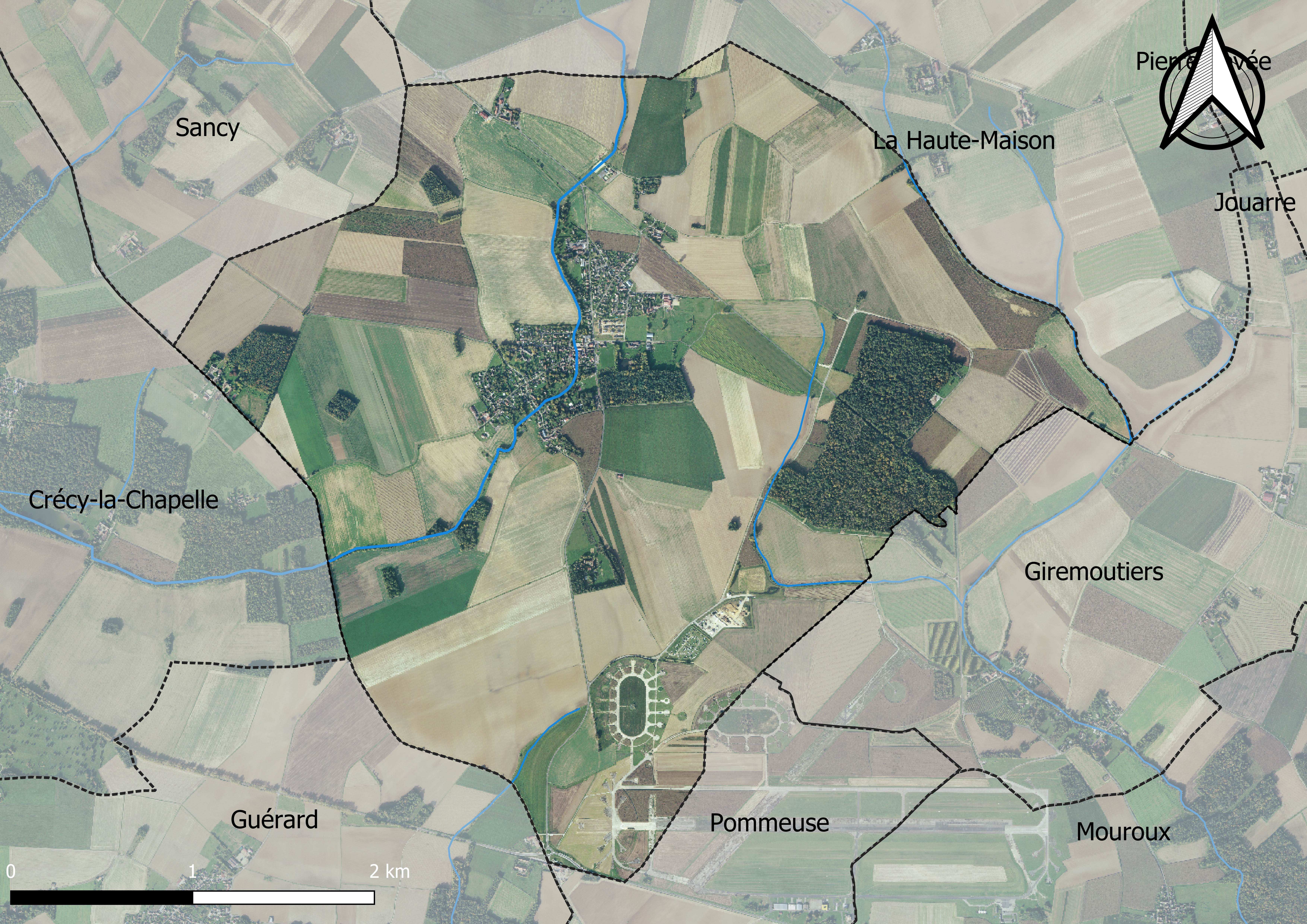
Carte orhophotogrammétrique de la commune.

### Planification
La loi SRU du 13 décembre 2000 a incité les communes à se regrouper au sein d’un établissement public, pour déterminer les partis d’aménagement de l’espace au sein d’un SCoT, un document d’orientation stratégique des politiques publiques à une grande échelle et à un horizon de 20 ans et s'imposant aux documents d'urbanisme locaux, les PLU (Plan local d'urbanisme). La commune est dans le territoire du SCOT du Bassin de vie de Coulommiers, approuvé le 11 juillet 2013 et porté par le syndicat intercommunal d’étude et de programmation (SIEP) de Coulommiers.
La commune disposait en 2019 d'un plan local d'urbanisme en révision. Le zonage réglementaire et le règlement associé peuvent être consultés sur le Géoportail de l'urbanisme.

### Lieux-dits et écarts
La commune compte 50 lieux-dits administratifs répertoriés consultables ici (source : le fichier Fantoir) dont Ferme du Chemin, Cerqueux, Mont-Besnard, Mongodefroy, Roise, Méroger.

### Logement
En 2017, le nombre total de logements dans la commune était de 351 dont 94,3 % de maisons (maisons de ville, corps de ferme, pavillons, etc.) et 5 % d'appartements.
Parmi ces logements, 91 % étaient des résidences principales, 3 % des résidences secondaires et 6 % des logements vacants.
La part des ménages fiscaux propriétaires de leur résidence principale s'élevait à 88,3 % contre 8,6 % de locataires et 3,1 % logés gratuitement.

### Voies de communication et transports

#### Voies de communication
La commune est tangentée au sud par l'ex-RN 34 (actuelle RD 934) et est aisément accessible par l'A4 (sortie No 16 via Crécy la Chapelle) et la D 28 vers Meaux.

#### Transports
La commune est desservie par les lignes du réseau de bus Brie et 2 Morin :
- No 3 Coulommiers – (Maisoncelles en Brie) – Meaux (express). Les bus de la ligne 03A circulent du lundi au samedi, en journée. La ligne 03A ne fonctionne pas les dimanches et jours fériés ;
- No 03B Coulommiers – (Maisoncelles en Brie) – Meaux. La ligne 03B ne fonctionne pas les dimanches et jours fériés ;
- No 03C (Service scolaire) est la desserte du collège George-Sand de Mouroux. Cette ligne relie Mouroux aux communes de la Haute Maison, de Giremoutiers et de Maisoncelles en Brie, en périodes scolaires. La ligne 03C ne fonctionne pas les samedis, dimanches et jours fériés.

La station la plus proche est la gare de Crécy-la-Chapelle, terminus d'une ligne tram-train la reliant Crécy-la-Chapelle où les voyageurs peuvent prendre les trains de la relation Paris - Meaux de la ligne P du Transilien.

## Toponymie
Le nom de la localité est mentionné sous les formes Mansiunculae en 1154 ; Ecclesia de Maisunciles en 1171 ; Mesonceles en 1227 ; Maisuncellae vers 1240 ; Mesoncelles en 1249 ; La vile de Mesoncelles en 1271 ; Mesuncellae en 1275 ; Mesoncelles en Brie, 1289 ; Decima de Domunculis en xiiie siècle ; Mesoncelles in Brya et Maisonselles en 1366 ; Domuncule en 1513 ; Maison Selles en 1539 ; « Le chasteau et ferme de Maisoncelles » en 1710 ; Maisonselle en 1717 ; Maisoncelles en Brie en 1786.
Du latin mansionicella, « petite demeure ». Probablement une déformation de l'oïl maisoncele « petite maison, cellule d'ermite ».

## Histoire
Il est plus que probable, à la suite de divers travaux de recherches de plusieurs historiens, que le philosophe Pierre Abélard a bel et bien séjourné et écrit à Maisoncelles. Dans son ouvrage sur Maisoncelles en Brie, l'historien Gabriel du Chaffault démontre cette affirmation s'appuyant, en particulier, sur le fait établi que la commune a été très liée à l'abbaye royale de Saint-Denis. La seigneurie de Maisoncelles est en effet cédée aux moines de Saint-Denis par une charte en l'an 675. Et Abélard s'est réfugié dans une de ses dépendances à quelques heures de marches de Lagny ! Cependant, l'historien Mickael Wilmart a remis en cause cette hypothèse.
En septembre 2009, l'école primaire Abélard est inaugurée. Elle accueille trois salles de classe, une salle consacrée aux nouvelles technologies (classe mobile, tableau numérique, etc.). L'école prend sa place dans un RPI regroupement pédagogique avec deux classes à Giremoutiers et une à La Haute Maison.
En septembre 2011, de nouveaux travaux, dans le prolongement de l'école Abélard, donnent naissances à une restauration scolaire et un accueil périscolaire (qui fonctionne avec la communauté de communes de la Brie des Templiers).
L'ensemble "école - restauration scolaire - mairie" ouvre un bel espace face à l'église Saint-Sulpice : la future place Héloïse (?). Plus tard, l'accès à la mairie devrait se faire par cette place, avec une installation des bureaux au rez-de-chaussée.

## Politique et administration

### Rattachements administratifs et électoraux

#### Rattachements administratifs
La commune se trouve depuis 1926 dans l'arrondissement de Meaux du département de Seine-et-Marne.
Elle faisait partie depuis 1793 du canton de Coulommiers. Dans le cadre du redécoupage cantonal de 2014 en France, cette circonscription administrative territoriale a disparu, et le canton n'est plus qu'une circonscription électorale.

#### Rattachements électoraux
Pour les élections départementales, la commune fait partie depuis 2014 d'un nouveau canton de Coulommiers
Pour l'élection des députés, elle fait partie de la cinquième circonscription de Seine-et-Marne.

### Intercommunalité
Maisoncelles-en-Brie est membre de la communauté d'agglomération Coulommiers Pays de Brie, un établissement public de coopération intercommunale (EPCI) à fiscalité propre auquel la commune a transféré un certain nombre de ses compétences, dans les conditions déterminées par le code général des collectivités territoriales.

### Liste des maires
| Période                                  | Période                       | Identité       | Étiquette | Qualité                                                                          |
| ---------------------------------------- | ----------------------------- | -------------- | --------- | -------------------------------------------------------------------------------- |
| Les données manquantes sont à compléter. |                               |                |           |                                                                                  |
| mars 2001                                | mai 2020                      | Alain Bourchot | LR        | Commercial/retraité Vice-président de la CC du Pays de Coulommiers (2013 → 2020) |
| mai 2020                                 | En cours (au 07 janvier 2021) | Cédric Thomas  |           | Agriculteur                                                                      |

## Équipements et services

### Eau et assainissement
L’organisation de la distribution de l’eau potable, de la collecte et du traitement des eaux usées et pluviales relève des communes. La loi NOTRe de 2015 a accru le rôle des EPCI à fiscalité propre en leur transférant cette compétence. Ce transfert devait en principe être effectif au 1er janvier 2020, mais la loi Ferrand-Fesneau du 3 août 2018 a introduit la possibilité d’un report de ce transfert au 1er janvier 2026,.

#### Assainissement des eaux usées
En 2020, la gestion du service d'assainissement collectif de la commune de Maisoncelles-en-Brie est assurée par la communauté d'agglomération Coulommiers Pays de Brie (CACPB) pour la collecte, le transport et la dépollution,,.
L’assainissement non collectif (ANC) désigne les installations individuelles de traitement des eaux domestiques qui ne sont pas desservies par un réseau public de collecte des eaux usées et qui doivent en conséquence traiter elles-mêmes leurs eaux usées avant de les rejeter dans le milieu naturel. La communauté d'agglomération Melun Val de Seine (CAMVS) assure pour le compte de la commune le service public d'assainissement non collectif (SPANC), qui a pour mission de vérifier la bonne exécution des travaux de réalisation et de réhabilitation, ainsi que le bon fonctionnement et l’entretien des installations,.

#### Eau potable
En 2020, l'alimentation en eau potable est assurée par  le SMAAEP de Crécy_Boutigny et Environs qui en a délégué la gestion à l'entreprise Veolia, dont le contrat expire le 31 décembre 2025,,.
Les nappes de Beauce et du Champigny sont classées en zone de répartition des eaux (ZRE), signifiant un déséquilibre entre les besoins en eau et la ressource disponible. Le changement climatique est susceptible d’aggraver ce déséquilibre. Ainsi afin de renforcer la garantie d’une distribution d’une eau de qualité en permanence sur le territoire du département, le troisième Plan départemental de l’eau signé, le 3 octobre 2017, contient un plan d’actions afin d’assurer avec priorisation la sécurisation de l’alimentation en eau potable des Seine-et-Marnais. A cette fin a été préparé et publié en décembre 2020 un schéma départemental d’alimentation en eau potable de secours dans lequel huit secteurs prioritaires sont définis. La commune fait partie du secteur Meaux.

## Population et société

### Démographie
L'évolution du nombre d'habitants est connue à travers les recensements de la population effectués dans la commune depuis 1793. Pour les communes de moins de 10 000 habitants, une enquête de recensement portant sur toute la population est réalisée tous les cinq ans, les populations de référence des années intermédiaires étant quant à elles estimées par interpolation ou extrapolation. Pour la commune, le premier recensement exhaustif entrant dans le cadre du nouveau dispositif a été réalisé en 2008.

En 2022, la commune comptait 967 habitants, en évolution de +9,64 % par rapport à 2016 (Seine-et-Marne : +3,92 %, France hors Mayotte : +2,11 %).
| 1793 | 1800 | 1806 | 1821 | 1831 | 1836 | 1841 | 1846 | 1851 |
| ---- | ---- | ---- | ---- | ---- | ---- | ---- | ---- | ---- |
| 450  | 474  | 464  | 510  | 506  | 478  | 441  | 467  | 467  |

| 1856 | 1861 | 1866 | 1872 | 1876 | 1881 | 1886 | 1891 | 1896 |
| ---- | ---- | ---- | ---- | ---- | ---- | ---- | ---- | ---- |
| 450  | 461  | 450  | 407  | 411  | 402  | 391  | 380  | 340  |

| 1901 | 1906 | 1911 | 1921 | 1926 | 1931 | 1936 | 1946 | 1954 |
| ---- | ---- | ---- | ---- | ---- | ---- | ---- | ---- | ---- |
| 356  | 334  | 343  | 286  | 301  | 343  | 292  | 272  | 283  |

| 1962 | 1968 | 1975 | 1982 | 1990 | 1999 | 2006 | 2008 | 2013 |
| ---- | ---- | ---- | ---- | ---- | ---- | ---- | ---- | ---- |
| 266  | 278  | 353  | 523  | 561  | 683  | 799  | 832  | 862  |

| 2018 | 2022 | - | - | - | - | - | - | - |
| ---- | ---- | - | - | - | - | - | - | - |
| 917  | 967  | - | - | - | - | - | - | - |

### Enseignement
Les enfants de la commune sont scolarisés au sein d'un regroupement pédagogique intercommunal qui rassemble Maisoncelles-en-Brie, La Haute-Maison et Giremoutiers.
Les bâtiments scolaires de Maisoncelles-en-Brie accueillent en 2020-2021 les enfants des classes maternelles et de CP – CE1.

### Sports
Concernant les activités sportives, Maisoncelles dispose d'un club de football : le FCM, surnommé "Les oies sauvages de la Brie" (le plus petit d'île de France[réf. nécessaire]) très actif sur les réseaux sociaux et véritable pionnier dans l'art du trashtalk seine et marnais, d'un terrain de tennis ainsi que d'un centre équestre

## Économie

### Revenus de la population et fiscalité
En 2017, le nombre de ménages fiscaux de la commune était de 314, représentant 849 personnes et la  médiane du revenu disponible par unité de consommation  de 26 450 euros.

### Emploi
En 2017 , le nombre total d’emplois dans la zone était de 153, occupant 416 actifs  résidants.
Le taux d'activité de la population (actifs ayant un emploi) âgée de 15 à 64 ans s'élevait à 77,1 % contre un taux de chômage de 5 %. 
Les 17,9 % d’inactifs se répartissent de la façon suivante : 7,8 % d’étudiants et stagiaires non rémunérés, 6,8 % de retraités ou préretraités et 3,3 % pour les autres inactifs.

### Secteurs d'activité

#### Entreprises et commerces
En 2018, le nombre d'établissements actifs était de 54 dont 4 dans l’industrie manufacturière, industries extractives et autres, 11 dans la construction, 12 dans le commerce de gros et de détail, transports, hébergement et restauration, 
2 dans les activités financières et d'assurance, 9 dans les activités immobilières, 11 dans les activités spécialisées, scientifiques et techniques et activités de services administratifs et de soutien, et, 5 dans l’administration publique, enseignement, santé humaine et action sociale.
En 2019, 14 entreprises ont été créées sur le territoire de la commune, dont 7 individuelles.
Au 1er janvier 2020, la commune ne disposait pas d’hôtel et de terrain de camping.
La petite commune ne compte pas beaucoup de commerces. On peut y trouver un garage automobile, un menuisier, une pizzeria, une entreprise de staff (décorations et ornements en plâtre) et, depuis décembre 2010, un multi-services (avec dépôt de pains et d'autres services...).
Maisoncelles-en-Brie a en effet racheté un bâtiment près de l'école, de la mairie et de l'église dans lequel est désormais installé ce commerce. En septembre 2011, un bar brasserie ouvre à proximité immédiate du multi-services.

#### Agriculture
Maisoncelles-en-Brie est dans la petite région agricole dénommée la « Brie laitière » (anciennement Brie des étangs), une partie de la Brie à l'est de Coulommiers. En 2010, l'orientation technico-économique de l'agriculture sur la commune est la culture de céréales et d'oléoprotéagineux (COP).
Si la productivité agricole de la Seine-et-Marne se situe dans le peloton de tête des départements français, le département enregistre un double phénomène de disparition des terres cultivables (près de 2 000 ha par an dans les années 1980, moins dans les années 2000) et de réduction d'environ 30 % du nombre d'agriculteurs dans les années 2010. Cette tendance se retrouve au niveau de la commune où le nombre d’exploitations est passé de 13 en 1988 à 7 en 2010. Parallèlement, la taille de ces exploitations augmente, passant de 97 ha en 1988 à 174 ha en 2010.
Le tableau ci-dessous présente les principales caractéristiques des exploitations agricoles de Maisoncelles-en-Brie, observées sur une période de 22 ans : 
|                                      | 1988  | 2000  | 2010  |
| ------------------------------------ | ----- | ----- | ----- |
| Dimension économique,                |       |       |       |
| Nombre d’exploitations (u)           | 13    | 8     | 7     |
| Travail (UTA)                        | 23    | 11    | 10    |
| Surface agricole utilisée (ha)       | 1 262 | 1 161 | 1 221 |
| Cultures                             |       |       |       |
| Terres labourables (ha)              | 1 190 | 1 119 | 1 158 |
| Céréales (ha)                        | 675   | s     | 734   |
| dont blé tendre (ha)                 | 538   | 537   | 575   |
| dont maïs-grain et maïs-semence (ha) | 115   | 150   | s     |
| Tournesol (ha)                       | 74    |       |       |
| Colza et navette (ha)                | 95    | s     | s     |
| Élevage                              |       |       |       |
| Cheptel (UGBTA)                      | 176   | 41    | 48    |

## Culture locale et patrimoine

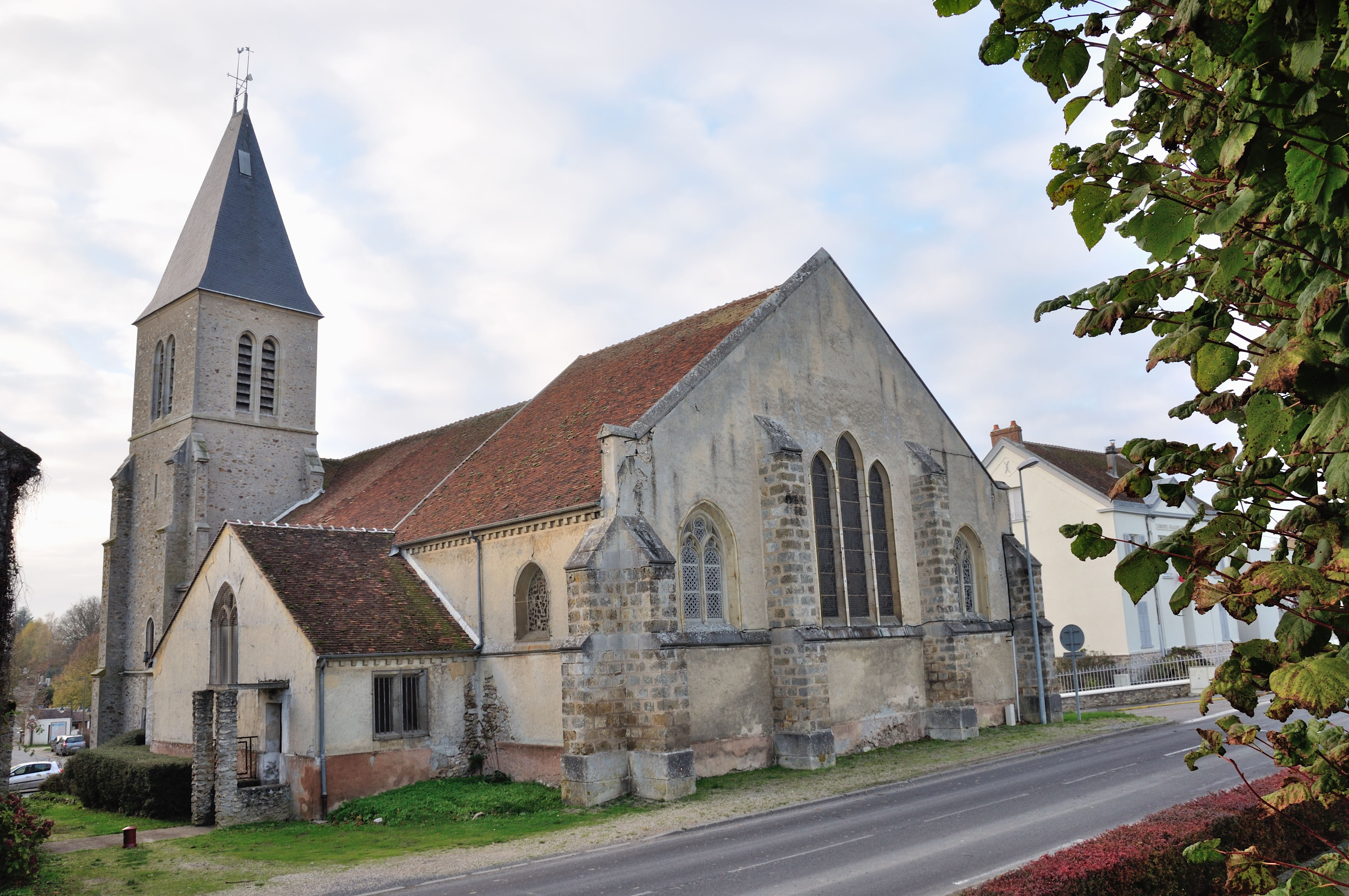
Église Saint-Sulpice.

### Lieux et monuments
- Maisoncelles-en-Brie regorge de lavoirs, qui, malgré les années qu'ils ont vu s'écouler, sont superbement conservés.
- L'église Saint-Sulpice du XIIIe siècle avec un autel en bois doré du XVIIIe siècle. Un fragment de retable en pierre du XIIIe siècle représente la vie du Christ. Il a d'ailleurs été prêté au musée du Louvre lors d'une exposition sur les retables.  L'édifice a reçu en 2018 le label « Patrimoine Intérêt Régional »[72].
- La commune abrite une partie des TSF Studios 77.